# مقاطعة جيف ديفيس (تكساس)
مقاطعة جيف ديفيس (بالإنجليزية: Jeff Davis  County)‏ هي إحدى المقاطعات في ولاية تكساس، الولايات المتحدة الأمريكية، يبلغ عدد سكانها 2,342 نسمة طبقا لإحصاء عام 2010 .

موقع المقاطعة في ولاية تكساس